# Felix le Breux
Pour les articles homonymes, voir le Breux.
Felix Le Breux (né le 5 avril 1918 à Plzen, Autriche-Hongrie ; mort le 4 février 1974  à Prague, Tchécoslovaquie) était un acteur et un chanteur tchécoslovaque.

## Filmographie partielle
- 1951 : Temno de Karel Steklý
- 1952 : Le Golem de Martin Frič
- 1954 : Jan Hus d'Otakar Vávra
- 1955 : Les Têtes de chiens